# Province de Syr-Daria
Pour les articles homonymes, voir Daria.

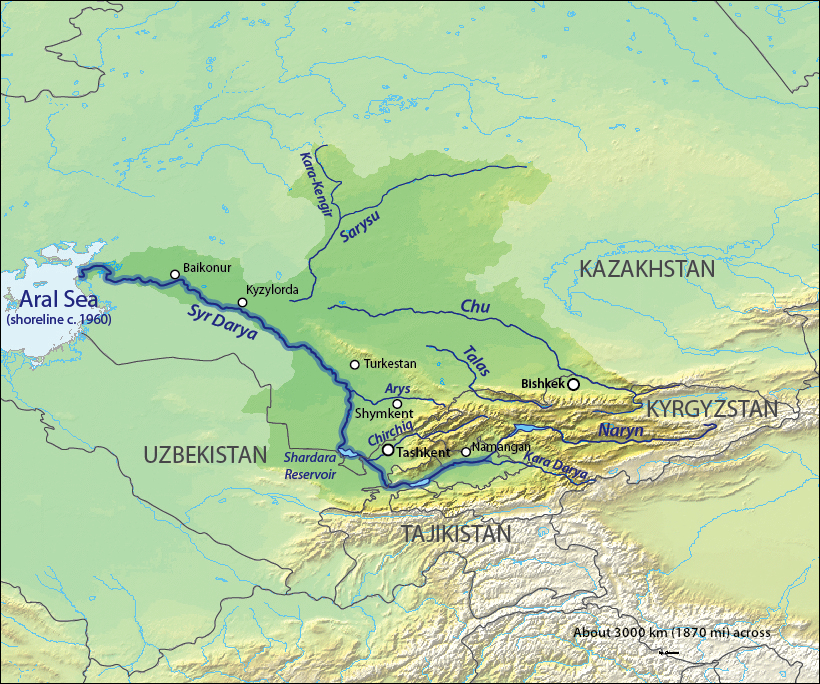
Vallée de Syr Darya

La province de Syr-Daria (en ouzbek : Sirdaryo viloyati) est une des douze provinces de l'Ouzbékistan, nommée d'après le fleuve Syr-Daria qui l'arrose. Sa capitale administrative est la ville de Gulistan.Grandes villes-Gulistan,Sirdaryo,Bakht
La province de Syr-Daria s'étend sur 5 100 km2 dans l'est du pays. Elle est bordée au nord par le Kazakhstan, à l'est par la province de Tachkent, au sud par le Tadjikistan et à l'ouest par la province de Djizak.

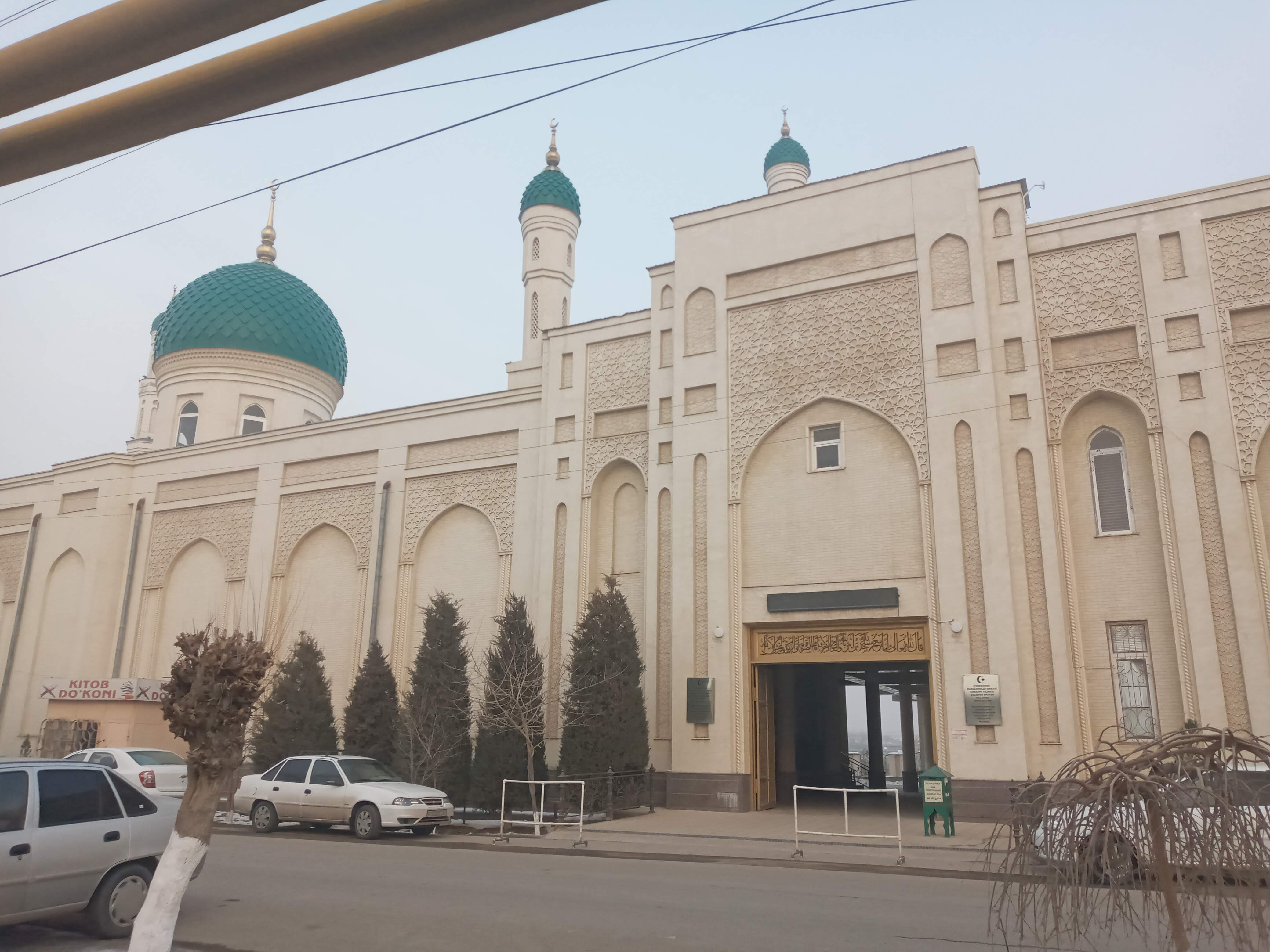
Mosquée Goulistan

## Dirigeants
| Nom                 | de               | à                |
| ------------------- | ---------------- | ---------------- |
| Botir Mahmudov      | 4 janvier 1992   | 1993             |
| Gʻulomqodir Hasanov | 1994             | 28 octobre 1996  |
| O’ktam Ismoilov     | 28 octobre 1996  | Février 2000     |
| Alisher Isroilov    | 2000             | Novembre 2003,   |
| Ravshan Xaydarov    | Novembre 2003    | 26 novembre 2004 |
| Abdurahim Jalolov   | 26 novembre 2004 | Septembre 2009   |
| Oybek Ashirmetov    | 2010             | 16 décembre 2016 |
| Gʻofurjon Mirzayev  | 16 décembre 2016 | actuel           |